# Penha de Franca
Penha de Franca ist eine Stadt im indischen Bundesstaat Goa.
Die Stadt ist der Teil des Distrikt North Goa. Penha de Franca hat den Status einer Census Town. Die Stadt ist in 1 Ward gegliedert.

## Demografie
Die Einwohnerzahl der Stadt liegt laut der Volkszählung von 2011 bei 15.342. Penha de Franca hat ein Geschlechterverhältnis von 963 Frauen pro 1000 Männer und damit einen für Indien üblichen Männerüberschuss. Die Alphabetisierungsrate lag bei 92,7 % im Jahr 2011. Knapp 76 % der Bevölkerung sind Hindus, ca. 13 % sind Christen ca. 10 % sind Muslime und ca. 1 % gehören einer anderen oder keiner Religion an. 9,5 % der Bevölkerung sind Kinder unter 6 Jahren.